# Recordando los Exitos de Noro Morales, Vol.1
Recordando los Exitos de Noro Morales, Vol.1 è un album raccolta di Noro Morales, pubblicato dalla RCA Records nel luglio del 1992. Il disco raccoglie registrazioni effettuate dal 1953 al 1955 a New York (Stati Uniti).

## Tracce
1. Campanitas de Cristal – 2:42 (Rafael Hernández)
2. Piel Canela – 2:46 (Bobby Capó)
3. Mambo Retozon – 2:27 (Emilio Rente)
4. Quien Sera – 2:45 (Pablo Beltrán Ruiz)
5. Maracaibo – 2:58 (Noro Morales)
6. Granada – 3:25 (Agustín Lara)
7. Perfume de Gardenias – 2:13 (Rafael Hernández)
8. Palmeras – 2:19 (María Teresa DeLara)
9. Malditos Celos – 2:47 (Rafael Hernández)
10. Serenata Ritmica – 2:50 (Noro Morales)
11. Silencio – 2:54 (Rafael Hernández)
12. That Old Feeling – 2:35 (Lew Brown, Sammy Fain)
13. Swinging with Noro – 2:41 (Noro Morales)
14. Let's Go Latin – 2:33 (Noro Morales)

## Musicisti
- Noro Morales - pianoforte, arrangiamenti, conduttore musicale
- Sabu Martinez - percussioni, percussioni latine
- Willie Rodriguez - percussioni
- Manny Oquendo - percussioni
- Willie Bobo - timbales, percussioni
- Mongo Santamaría - congas, percussioni
- Ray Romero - bongos
- altri musicisti